# Кашина Регузела (Варезе)
Кашина Регузела је насеље у Италији у округу Варезе, региону Ломбардија.
Према процени из 2011. у насељу је живело 113 становника. Насеље се налази на надморској висини од 198 м.